# Robert Otmar
Robert Otmar (ur. 23 czerwca 1966 w Lesznie) – polski żużlowiec.
Sport żużlowy uprawiał w latach 1985–1987 w barwach klubu Unia Leszno, zdobywając trzy medale drużynowych mistrzostw Polski: złoty (1987) oraz dwa brązowe (1985, 1986). Srebrny medalista młodzieżowych drużynowych mistrzostw Polski (Toruń 1985). Brązowy medalista młodzieżowych mistrzostw Polski par klubowych (Ostrów Wielkopolski 1986). 